# Éter metil-terc-butílico
Éter metil terc-butílico, também conhecido como éter metil terciário butílico e MTBE (do inglês methyl tert - butyl ether), é um composto químico com fórmula molecular C5H12O. MTBE é um líquido volátil, inflamável e incolor que é miscível com água. MTBE tem um odor mentolado vagamente reminiscente de éter dietílico, levando a produzir um desagradável gosto e odor em água. MTBE é um aditivo para gasolina combustível, usado como um oxigenato e para elevar a octanagem, embora seu uso tenha declinado nos EUA devido a implicações ambientais e na saúde. No Brasil seu uso na gasolina é proibido inclusive por questões sócioeconômicas, devido ao uso de etanol como aditivo na gasolina.